# ユリウス・アドルフ・シュテックハルト

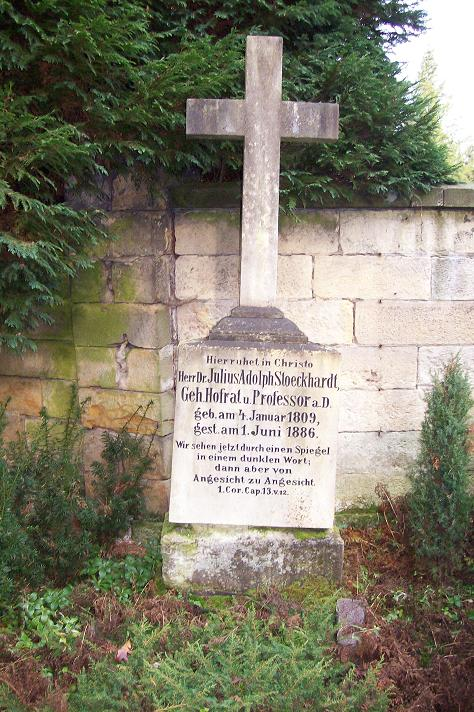
タラントの墓地にある墓

ユリウス・アドルフ・シュテックハルト（独: Julius Adolph Stöckhardt）は、ドイツ人農芸化学者。化学新書の原本 „Schule der Chemie“ を執筆した。

## 生涯と業績

### 学生時代および研究者時代
学者家系であるシュテックハルト家の牧師の息子として生まれたユリウスは、1824年から1828年の間バート・リーベンヴェルダにて薬剤師助手として教育を受けた後、ベルリンのフリードリヒ・ヴィルヘルム大学で薬学と自然科学を学んだ。1833年、化学・薬学国家試験に合格し、「プロイセン一級薬剤師」となる。 その後、ドイツおよび西欧諸国を複数回研究旅行で回り、有名な化学者と知り合う。1835年以降はフリードリヒ・アドルフ・アウグスト・シュトルーフェの所有するドレスデンのミネラルウォーター工場の研究室に勤務する。1837年には、ライプツィヒ大学哲学部に自然科学教育法についてのラテン語博士論文を提出し、博士号を得た。

### ケムニッツでの教師時代
シュテックハルトは、ドレスデンの Blochmannschen Erziehungsanstalt を卒業した後、1838年半ばにケムニッツの王立実業学校で自然科学教師としての仕事を得る。ここで彼は1840年に出版されたユストゥス・フォン・リービッヒの著書『有機化学の農業および生理学への応用』„Die organische Chemie in ihrer Anwendung auf Agricultur und Physiologie“ を通じてそれ以降のライフワークと出会う。シュテックハルトは、植物の無機栄養分についてリービッヒが広めた教えが農作を持続可能にするであろうことを認識し、農民に自然科学的研究結果を届け、新しい農芸化学的知識を実地に適用するよう奨励することが今後のライフワークであるとみなすにいたった。
シュテックハルトは教師業のかたわら、農家のための「化学の語らい」をケムニッツにて1843年に開き初め、大きな反響を呼んだ。 彼は化学を科学的で厳密な言葉から一般的で理解しやすい形に翻訳することを試み、代表的には1846年に出版された『化学学校』„Schule der Chemie“ というタイトルで出版された教科書などを執筆した。 この本は、序文で特に強調された「化学の有用性は誰も否定しないであろうが、それとは別に化学は美しい科学である」という金言に忠実なものとなっている。後のノーベル賞受賞者、エミール・フィッシャー、ヴィルヘルム・オストヴァルト、オットー・ハーンを初めとする無数の化学者がこの金言に触発されている。 シュテックハルトの『化学学校』は、当時の化学分野で最も成功している教科書の1つに数えられ、20版の改版を重ね、多くの言語に翻訳された。

### 農芸化学教授時代

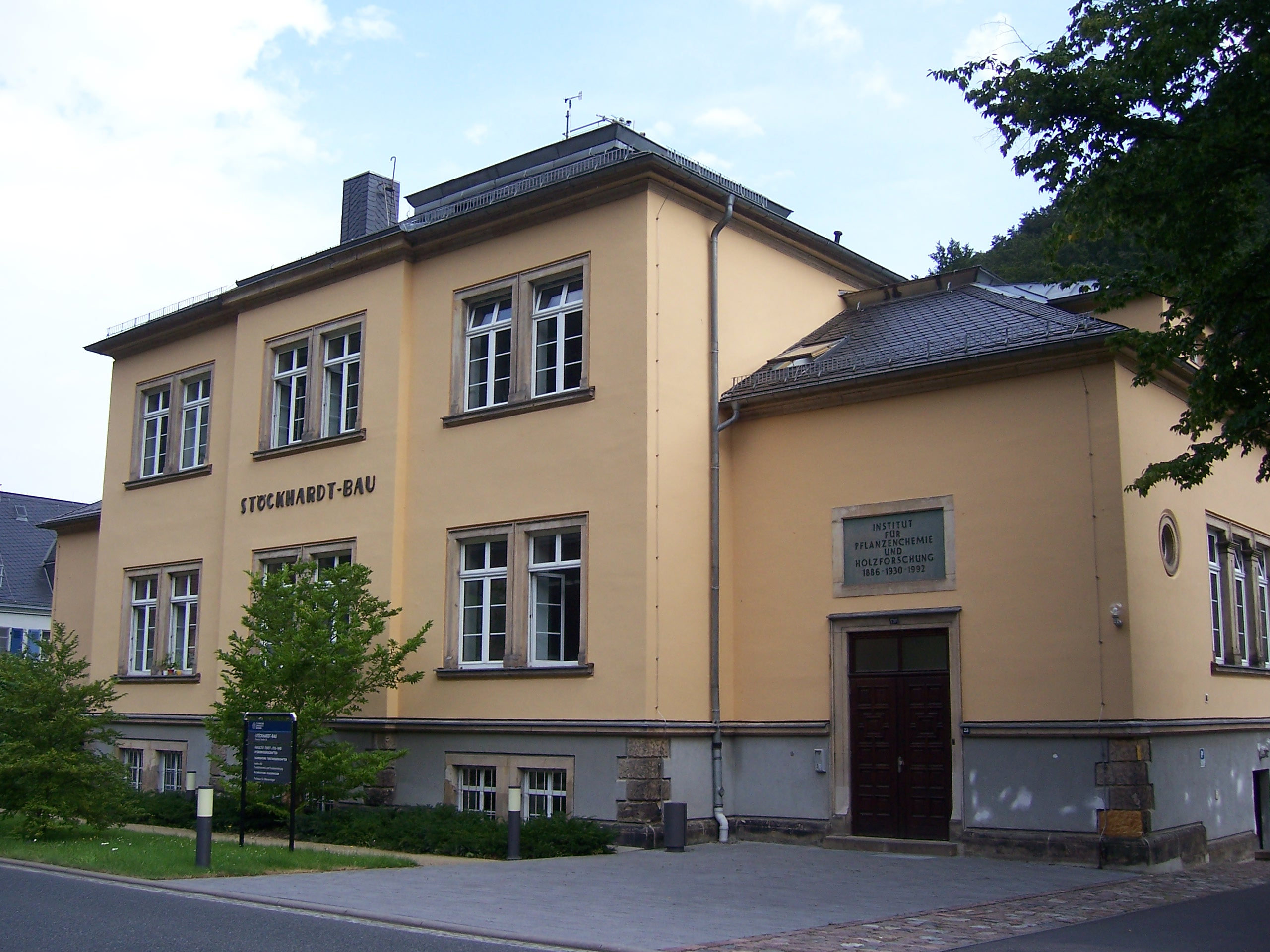
タラントのシュテックハルト邸

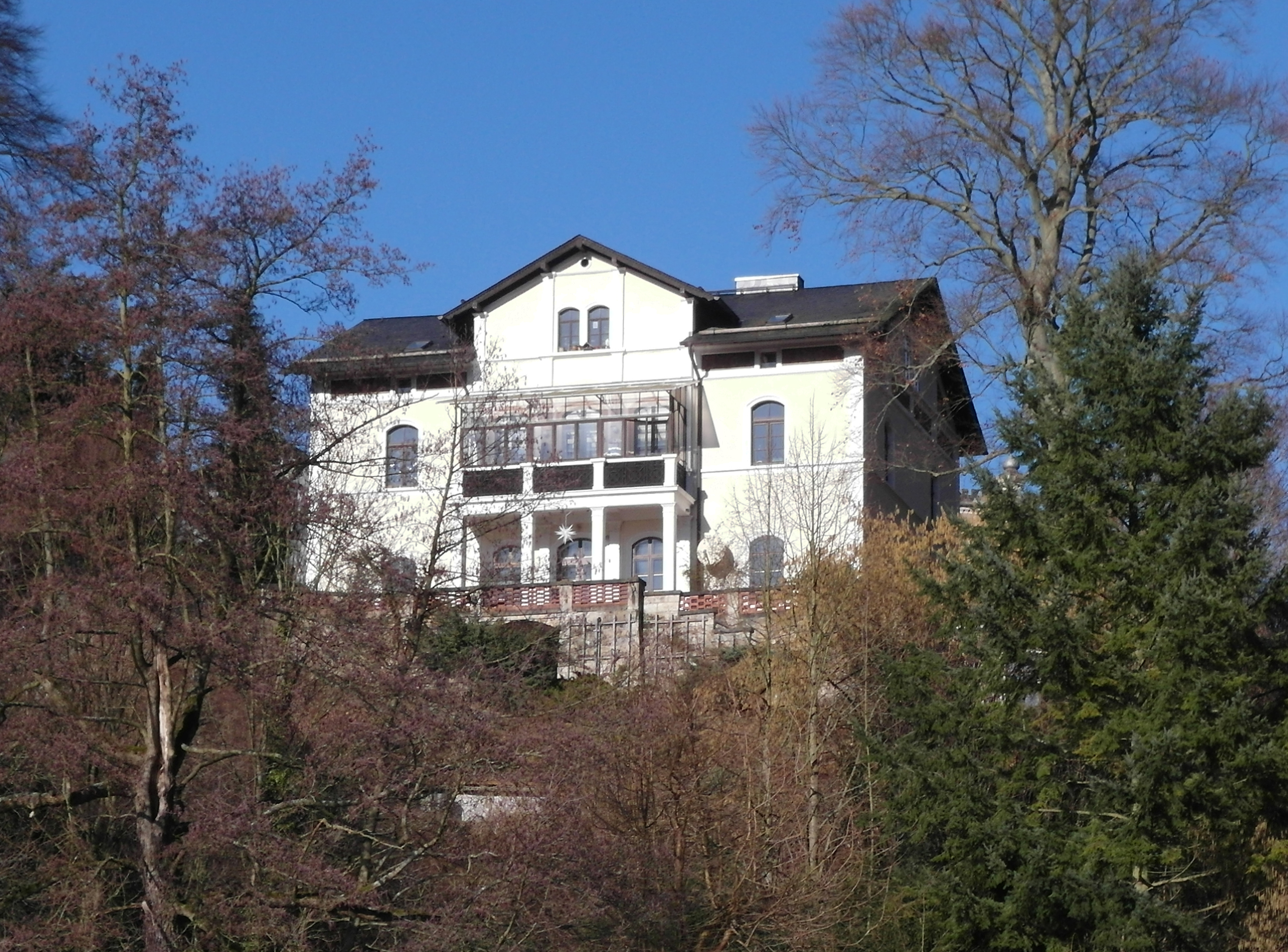
タラントの Heinrich-Cotta 通り19にある古典主義住宅、シュテックハルト別邸

1847年、シュテックハルトはハインリッヒ・コッタにより設立されたタラントの農林業アカデミー に招聘され、新たに設立された農芸化学および農業技術講座の教授として、1883年に引退するまでの36年間勤務した。就任と同時に、彼はザクセン初の農芸化学研究室を設立した。数年のうちにこの研究室には付属の試験場が開かれ、重要な研究拠点および教育機関となった。ここで助手として勤務した者の中にはヘルマン・ヘルリーゲルとユリウス・フォン・ザックスがおり、彼らの後の活動に長年にわたる影響を与えた。フリードリヒ・ノッベをタラントに招いたのも彼である。
シュテックハルトの研究室は設立時から農業試験場でもあった。ザクセンの農家はここで土壌試料や肥料、飼料を無料で検査してもらい、「農芸化学的助言」を受けることができた。シュテックハルトはドイツ各地にこのような試験拠点を設置するために精力的に活動した。努力の末、1851年にエミール・フォン・ヴォルフ率いる最初の大きな試験拠点がライプツィヒ近郊のメッケルンに設立されると、彼はさらなる試験拠点建設を「ドイツ農林業者会議」にて訴えた。これは目覚ましい成功を収め、1877年までにはドイツ国内だけで59の農林試験場が設立された。シュテックハルトはこれらの試験場設立における精神的指導者だった。ザクセンの製鉄所群との排煙紛争がフライベルクで起こされた際には専門家として活動し、二酸化硫黄により直接被害が起きていることを1849年に初めて証明した。1860年代に行った森林植物への燻蒸実験で、100万倍に希釈しても亜硫酸が長期的被害を引き起こすという事実を証明することに成功した。これにより、シュテックハルトは化学的環境分析の創始者の一人としてだけでなく、初めて慢性的な環境破壊の重大性を明らかにすることにも成功した。

### 「化学の野外説教者」
同時代の農学者とは違い、シュテックハルトは明解な講演と通俗科学的な出版物を通して、農芸化学的知見を農業者たちにとって身近なものとした。彼の開いた講演はドイツ全土にわたり500以上に上り、雑誌への寄稿も500を越える。彼の講演は農業者から「化学の野外説教」と呼ばれ、彼自身も「化学の野外説教者」と自称した。彼の講演をまとめた本が1851年に初めて出版された際、タイトルは「ドイツ農業者に向けた化学の野外説教」„Chemische Feldpredigten für deutsche Landwirthe“ とされた。この本には1850年当時使われていた肥料についてのドイツ農学が包括的に摘要されており、何度も増刷された。

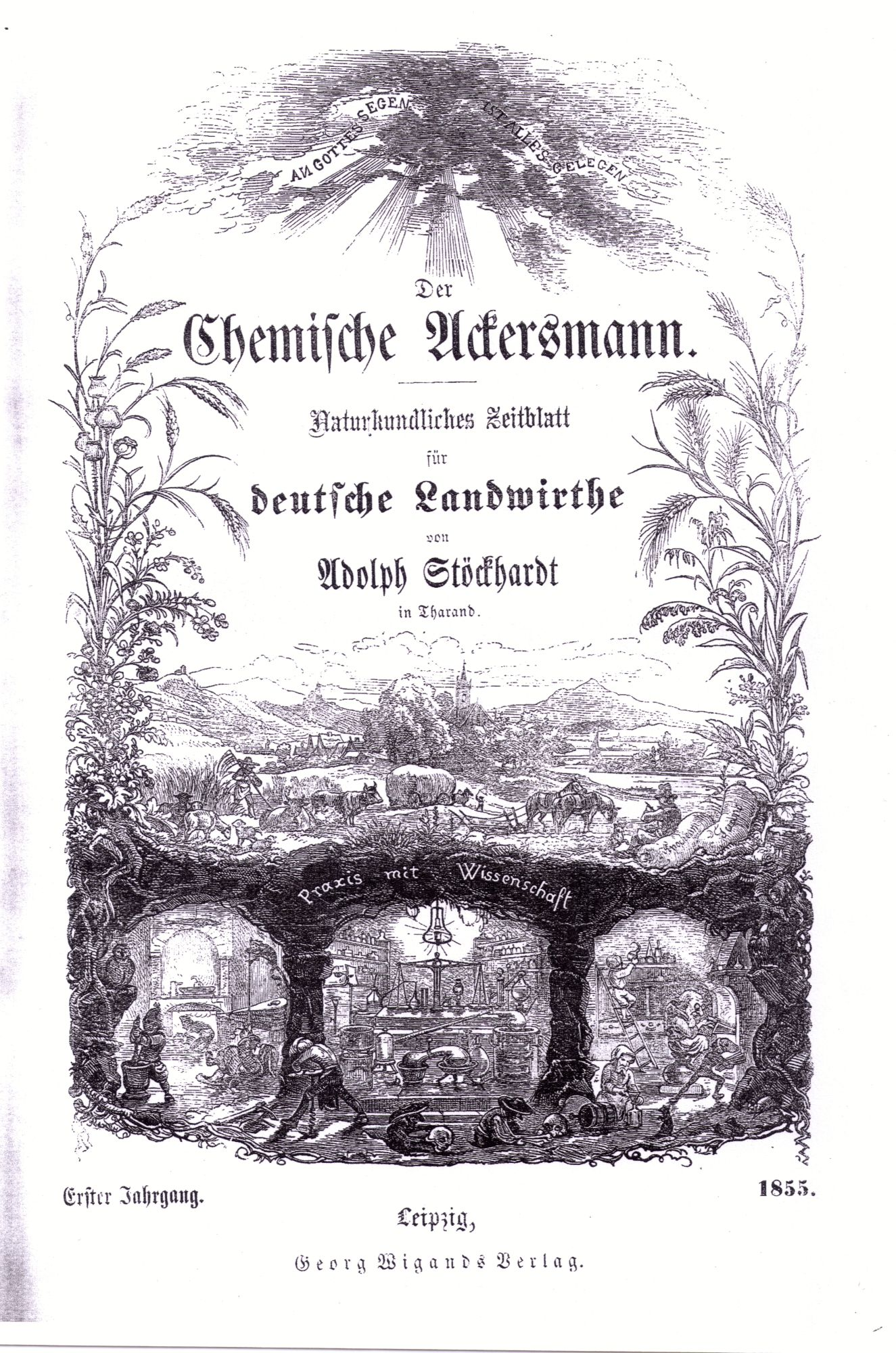
1855年に発行された雑誌「化学的農家」„Der Chemische Ackersmann“ 創刊号のタイトルページ

シュテックハルトは Zeitschrift für deutsche Landwirthe 誌に無数の寄稿を行い、1850年から1854年にかけてはヒューゴ・ショーバーと共に編集者も勤めた。1855年、彼は季刊雑誌 Der Chemische Ackersmann を創刊した。この雑誌は大部分を彼が自らデザインし、毎号 „Praxis mit Wissenschaft“ の格言が巻頭タイトルページに印刷された。著者名のない寄稿のほとんどは彼の筆によるものである。創刊号（1855年1号）には、Agriculturchemischer Gruß an die deutschen Landwirthe と題されたプラウについての彼の有名な詩が掲載されている。この雑誌は1875年まで21巻が発行されたが、このことは彼がいかに一般にわかりやすい言葉で、多くのユーモアを用いつつ印象深い明解さをもって農学的実践のための自然科学的知見を更新していたことを明らかに示すものである。

### 顧問官、議員、レオポルディーナ会員
シュテックハルトは多くの農学会から権威ある賞や名誉会員の座を贈られた。1854年には顧問官 (Hofrat) となり、1877年には枢密顧問官 (Geheimer Hofrat) の称号を与えられた。
1857年から1859年の間、第8選挙区の副代表としてザクセン王国議会第二院議員を務めた。
1866年にはドイツ自然科学アカデミー・レオポルディーナ会員に選出された。

## 記念碑
ドレスデン工科大学のタラント植物・木材化学研究所には彼にちなんだ Stöckhardt-Bau という建物がある。ケムニッツ工科大学の化学研究所には彼に因んだ名前の化学クラブと化学コンテストが存在した。

## 主な書籍と論文
- Ueber die Zusammensetzung, Erkennung und Benutzung der Farben im Allgemeinen und der Giftfarben insbesondere, wie über die Vorsichtsmaßregeln bei Gebrauch der letzteren. Leipzig 1844. (Digitalisat)
- Schule der Chemie oder erster Unterricht in der Chemie, versinnlicht durch einfache Versuche. Zum Schulgebrauch und zur Selbstbelehrung, insbesondere für angehende Apotheker, Landwirte, Gewerbetreibende etc. Braunschweig 1846, 19. Aufl. ebd., 1881, 22. Aufl. ebd. 1920.
- Guanobüchlein. Eine Belehrung für den deutschen Landwirth über die Wirkung, Bestandtheile, Prüfung und Anwendung dieses wichtigen Düngemittels. Leipzig 1851, 4. Aufl. 1856.
- Chemische Feldpredigten für deutsche Landwirthe. Tl. 1 u. 2, Leipzig 1851 u. 1853; 2. Aufl. ebd. 1853 u.1855;  3. Aufl. (in einem Band) ebd. 1854; 4. Aufl. ebd. 1857.
- Der Chemische Ackersmann. Naturkundliches Zeitblatt für deutsche Landwirthe. Georg Wiegands Verlag Leipzig Jg. 1–21, 1855–1875.
- Untersuchungen über die schädliche Einwirkung des Hütten- und Steinkohlenrauches auf das Wachsthum der Pflanzen, insbesondere der Fichte und Tann. In: Tharander Forstliches Jahrbuch, 21. Jg. (1871), S. 218–254.